# Wiśniowo Ełckie
Wiśniowo Ełckie (deutsch Wischniewen, 1938 bis 1945 Kölmersdorf) ist ein Dorf in der polnischen Woiwodschaft Ermland-Masuren und gehört zur Gmina Prostki (Landgemeinde Prostken) im Powiat Ełcki (Kreis Lyck).

## Geographische Lage
Wiśniowo Ełckie liegt im südlichen Osten der Woiwodschaft Ermland-Masuren, 14 Kilometer südöstlich der Kreisstadt Ełk (Lyck).

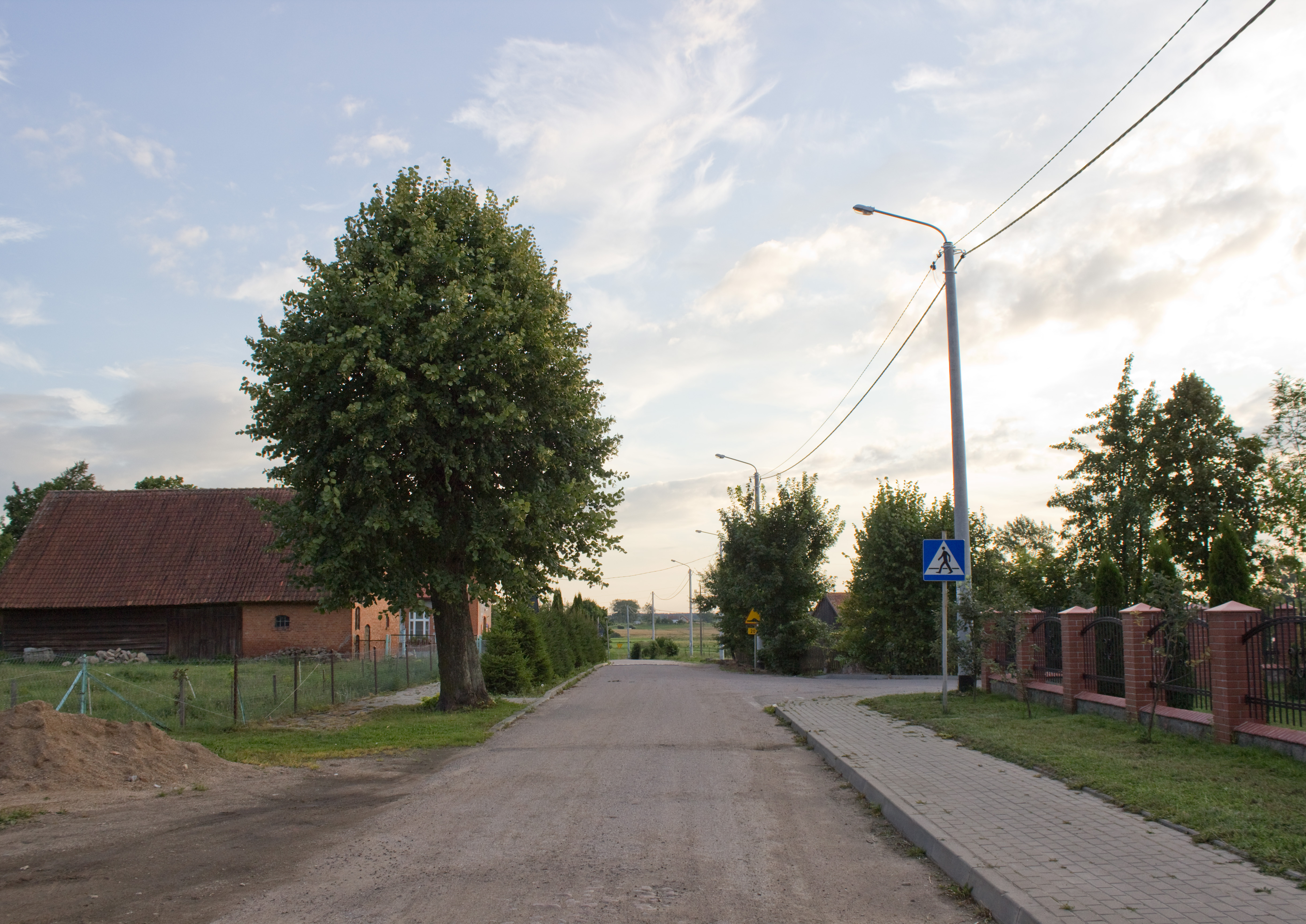
Dorfstraße in Wiśniowo Ełckie

## Geschichte
1495 war das Gründungsjahr des nach 1777 Wisniewen, nach 1818n Wissniewen und bis 1938 Wischniewen genannten Dorfes. Am 27. Mai 1874 wurde der Ort Amtsdorf und damit namensgebend für einen Amtsbezirk, der – am 15. November 1938 in „Amtsbezirk Kölmersdorf“ umbenannt – bis 1945 bestand und zum Kreis Lyck im Regierungsbezirk Gumbinnen (ab 1905: Regierungsbezirk Allenstein) in der preußischen Provinz Ostpreußen gehörte.
Am 1. Dezember 1910 waren in Wischniewen 716 Einwohner gemeldet. Ihre Zahl stieg bis 1933 auf 763.
Aufgrund der Bestimmungen des Versailler Vertrags stimmte die Bevölkerung im Abstimmungsgebiet Allenstein, zu dem Wischniewen gehörte, am 11. Juli 1920 über die weitere staatliche Zugehörigkeit zu Ostpreußen (und damit zu Deutschland) oder den Anschluss an Polen ab. In Wischniewen stimmten 480 Einwohner für den Verbleib bei Ostpreußen, auf Polen entfiel keine Stimme.
Am 3. Juni (amtlich bestätigt am 16. Juli) des Jahres 1938 wurde Wischniewen aus politisch-ideologischen Gründen der Abwehr fremdländisch klingender Ortsnamen in „Kölmersdorf“ umbenannt. Die Einwohnerzahl belief sich 1939 auf noch 692.
In Kriegsfolge kam das Dorf 1945 mit dem gesamten südlichen Ostpreußen zu Polen und erhielt die polnische Namensform (mit Bezug zur Powiathauptstadt Ełk) „Wiśniowo Ełckie“. Heute ist es Sitz eines Schulzenamtes (polnisch Sołectwo) und als solches eine Ortschaft im Verbund der Landgemeinde Prostki (Prostken) im Powiat Ełcki (Kreis Lyck), bis 1998 der Woiwodschaft Suwałki, seither der Woiwodschaft Ermland-Masuren zugehörig.

### Amtsbezirk Wischniewen/Kölmersdorf (1874–1945)
Zum Amtsbezirk Wischniewen gehörten ursprünglich zehn Dörfer, am Ende waren es noch acht:
| Name               | Änderungsname 1938 bis 1945 | Polnischer Name | Bemerkungen                                                                             |
| ------------------ | --------------------------- | --------------- | --------------------------------------------------------------------------------------- |
| Dlugossen          | Langheide                   | Długosze        |                                                                                         |
| Dombrowsken, Dorf  | (ab 1927:) Eichensee        | Dąbrowskie      |                                                                                         |
| Dombrowsken, Forst |                             |                 |                                                                                         |
| Giesen             |                             | Giże            |                                                                                         |
| Kallenczynnen      | Lenzendorf                  | Kałęczyny       |                                                                                         |
| Katrinowen         | Katrinfelde                 | Katarzynowo     | 1928 nach Goldenau eingemeindet                                                         |
| Kossewen           | Hasenheide                  | Kosewo          | 1928 nach Dlugossen eingemeindet                                                        |
| Regeln             |                             | Regiel          |                                                                                         |
| Wischniewen        | Kölmersdorf                 | Wiśniowo Ełckie |                                                                                         |
| Zielasken          | Schelasken                  | Żelazki         |                                                                                         |
| ab 1906: Sawadden  | Grenzwacht                  | Zawady-Tworki   | bis 1906: Amtsbezirk Sawadden; 1928 nach Rundfließ im Amtsbezirk Sypittken eingemeindet |
| ab 1925: Goldenau  |                             | Kopijki         | bis 1925 in den Amtsbezirk Goldenau eingegliedert                                       |

Am 1. Januar 1945 bildeten den Amtsbezirk Kölmersdorf die Orte: Eichensee, Giesen, Goldenau, Kölmersdorf, Langheide, Lenzendorf; Regeln und Schelasken.

## Kirche

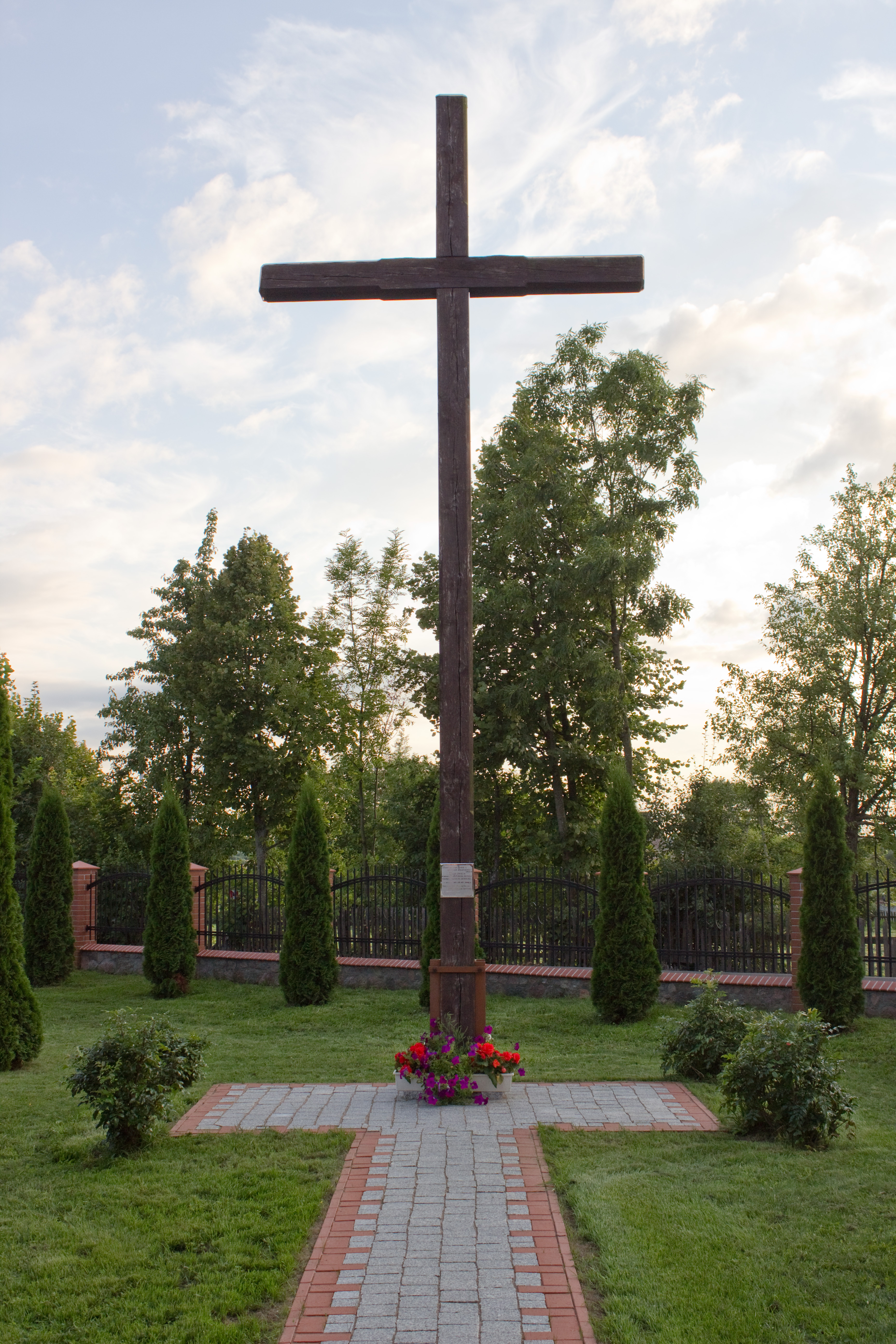
Kreuz vor der Kirche in Wiśniowo Ełckie

### Kirchengebäude
Die nach mittelalterlichen Vorbildern aus roten Backsteinen errichtete Kirche mit achteckigem Turm wurde am 29. März 1914 eingeweiht. 35 Jahre lang war sie evangelisches Gotteshaus. Heute ist sie römisch-katholische Pfarrkirche und trägt den Namen Kościół Matki Bożej Gromnicznej.

### Kirchengemeinde

#### Evangelisch

##### Kirchengeschichte
Das evangelische Kirchspiel Wischniewen wurde im Jahre 1904 gegründet. Bis dahin gehörten die Ortschaften der Pfarrei zu den Kirchspielen Pissanitzen (1938 bis 1945 Ebenfelde, polnisch Pisanica) bzw. Ostrokollen (1938 bis 1945 Scharfenrade, polnisch Ostykół).
Die Pfarrei war in den Kirchenkreis Lyck in der Kirchenprovinz Ostpreußen der Kirche der Altpreußischen Union eingegliedert. Die Kirchengemeinde war patronatslos und zählte im Jahre 1925 insgesamt 3.000 Gemeindeglieder, die in einem überschaubaren Kirchensprengel lebten.
Flucht und Vertreibung der einheimischen Bevölkerung machten das Leben der evangelischen Gemeinde nach 1945 nicht mehr möglich. Heute leben hier nur noch wenige Gemeindeglieder, die sich nun zur evangelischen Kirchengemeinde in der Kreisstadt Ełk (Lyck) halten, die eine Filialgemeinde der Pfarrei in Pisz (Johannisburg) ist und zur Diözese Masuren der Evangelisch-Augsburgischen Kirche in Polen gehört.

##### Kirchspielorte
Mit dem Pfarrort Wischniewen resp. Kölmersdorf waren in das Kirchspiel zwölf  Ortschaften eingepfarrt:
| Name                                     | Polnischer Name |  | Name                                   | Polnischer Name |
| ---------------------------------------- | --------------- |  | -------------------------------------- | --------------- |
| Giesen                                   | Giże            |  | Kossewen                               | Kosewo          |
| *Goldenau                                | Kopijki         |  | *Regeln                                | Regiel          |
| Jebramken                                | Jebramki        |  | *Rundfließ bis 1907: Krzywen           | Krzywe          |
| *Kallenczynnen 1938 bsi 1945: Lenzendorf | Kałęczyny       |  | Sawadden 1938 bis 1945: Grenzwacht     | Zawady-Tworki   |
| Katrinowen 1938 bis 1945: Katrinfelde    | Katarzynowo     |  | Seeheim bis 1908: Cziessen             | Cisy            |
| *Klein Lasken                            | Laski Małe      |  | *Wischniewen 1938 bis 1945 Kölmersdorf | Wiśniowo Ełckie |

##### Pfarrer
An der Kirche Wischniewen (Kölmersdorf) amtierten bis 1945 als evangelische Geistliche:
| - Johann Borkowski, 1906–1927 - Ernst Johann Fürst, 1928–1929 | - Karl Czarkowski, 1930–1940 - Kurt Zywietz, 1941–1945 |

##### Kirchenbücher
Von den Kirchenbüchern haben sich erhalten und werden im Evangelischen Zentralarchiv (EZA) in Berlin bzw. bei der Deutschen Zentralstelle für Genealogie (DzfG) in Leipzig aufbewahrt:
- EZA: Trauungen 1915 bis 1921, Konfirmationen 1904 bis 1941
- DZfG: Taufen 1915 bis 1942, Begräbnisse 1936 bis 1942.

#### Römisch-katholisch
Bis 1945 lebten in der Region Wischniewen resp. Kölmersdorf nur wenige Katholiken. Sie gehörten zur Pfarrkirche St. Adalbert in Lyck (Ełk) innerhalb des Dekanats Masuren II (Sitz: Johannisburg) (Pisz) im Bistum Ermland. Die Neuansiedlung polnischer meist katholischer Neubürger nach 1945 ließ in Wiśniowo Ełckie eine neue Gemeinde entstehen, die 1958 zu einer Pfarrgemeinde deklariert wurde und nun – mit einer Filialkirche in Sypitki (Sypittken, 1938 bis 1945 Vierbrücken) – zum Dekanat der bereits auf dem Gebiet der Woiwodschaft Podlachien gelegenen Stadt Rajgród innerhalb des Bistums Ełk der Römisch-katholischen Kirche in Polen gehört.

## Söhne und Töchter des Ortes
- Zdzisław Fadrowski (* 16. November 1956 in Wiśniowo Ełckie) polnischer Lehrer, von 1994 bis 2002 Stadtpräsident in Ełk

## Verkehr
Wiśniowo Ełckie liegt an der Nebenstraße 1872N, die von Ełk-Szyba (Sybba, 1938 bis 1945 Walden) über Kałęczyny (Kallenczynnen, 1938 bis 1945 Lenzendorf) und Zawady-Tworki (Sawadden, 1938 bis 1945 Grenzwacht) bis nach Tama in der Woiwodschaft Podlachien führt und die beiden polnischen Landesstraßen DK 65 (ehemalige deutsche Reichsstraße 132) und DK 61 verbindet. Innerorts endet die von Sypitki (Sypittken, 1938 bis 1945 Vierbrücken) kommende Nebenstraße 1933N.
Im Jahre 1913 wurde Wischniewen Bahnstation an der Bahnstrecke von Klein Lasken (polnisch Laski Małe) in den Grenzort Sawadden (polnisch Zawady-Tworki), die als Zweigstrecke der Bahnlinie von Lyck (Ełk) nach Thurowen (1938 bis 1945 Auersberg, polnisch Turowo) von den Lycker Kleinbahnen, zuletzt bis 2001 von der Ełcka Kolej Wąskotorowa, befahren wurde.